# Achlya americana
Achlya americana Humphrey – gatunek organizmów grzybopodobnych zaliczanych do lęgniowców.

## Systematyka i nazewnictwo
Pozycja w klasyfikacji według Index Fungorum: Achlya, Saprolegniaceae, Saprolegniales, Saprolegniidae, Peronosporea, Incertae sedis, Oomycota, Chromista.
Synonimy:
- Achlya americana var. cambrica Trow 1899
- Achlya americana var. megasperma Crooks 1937
- Achlya americana var. megasperma Crooks ex Cejp 1959
- Achlya cambrica (Trow) T.W. Johnson 1956
- Achlya debaryana var. americana (Humphrey) Minden 1912

## Charakterystyka
Grzybnia rozległa lub niewielka, rozproszona lub gęsta. Strzępki grube, czasami sztywne, rozgałęzione. Gemule obfite lub rzadkie, cylindryczne, wrzecionowate lub nieregularne. Zarodnie wrzecionowate, cylindryczne lub maczugowate, sympodialnie rozgałęzione, długość 130–700 µm, szerokość 20–50 µm. Pływki monomorficzne, wydostające się przez wierzchołkowe pory. Przed odpłynięciem utrzymują się przy zarodni tak długo, aż utworzą kuliste skupisk. Czasami kiełkują, gdy są jeszcze w zarodni. Pierwotne cysty przetrwalnikowe mają średnicę 10–11 µm. Lęgnie boczne, czasami końcowe, rzadko interkalacyjne; kuliste lub szpiczaste, czasami owalne, o średnicy (25–) 50–80 (–140) µm. Trzonki lęgniowe grube, proste, lekko zakrzywione lub nieregularne, nierozgałęzione. Oospory ekscentryczne, kuliste, o średnicy 20–30 µm, produkowane w ilości 2–15 (–35) na lęgnię.
Achlya americana jest wśród przedstawicieli rodzaju Achlya dość łatwo rozpoznawalna dzięki kilku wyraźnym cechom struktur płciowych. Lęgnie są ekscentryczne i zawierają 5–15 oospor, o gładkiej powierzchni z widocznymi jamkami.

## Występowanie
Achlya americana jest szeroko rozpowszechnionym grzybem wodnym, zwłaszcza w regionach o klimacie umiarkowanym. Występuje również w Polsce. Znana jest jako pasożyt ryb i ikry. Jest także gatunkiem koprofilnym.